# Rallye de Nouvelle-Zélande 1982
Le Rallye de Nouvelle-Zélande 1982 (13th Motorgard Rally of New Zealand), disputé du 26 au 29 juin 1982, est la cent-sixième  manche du championnat du monde des rallyes (WRC) courue depuis 1973, et la septième manche du championnat du monde des rallyes 1982.

## Contexte avant la course

### Le championnat du monde

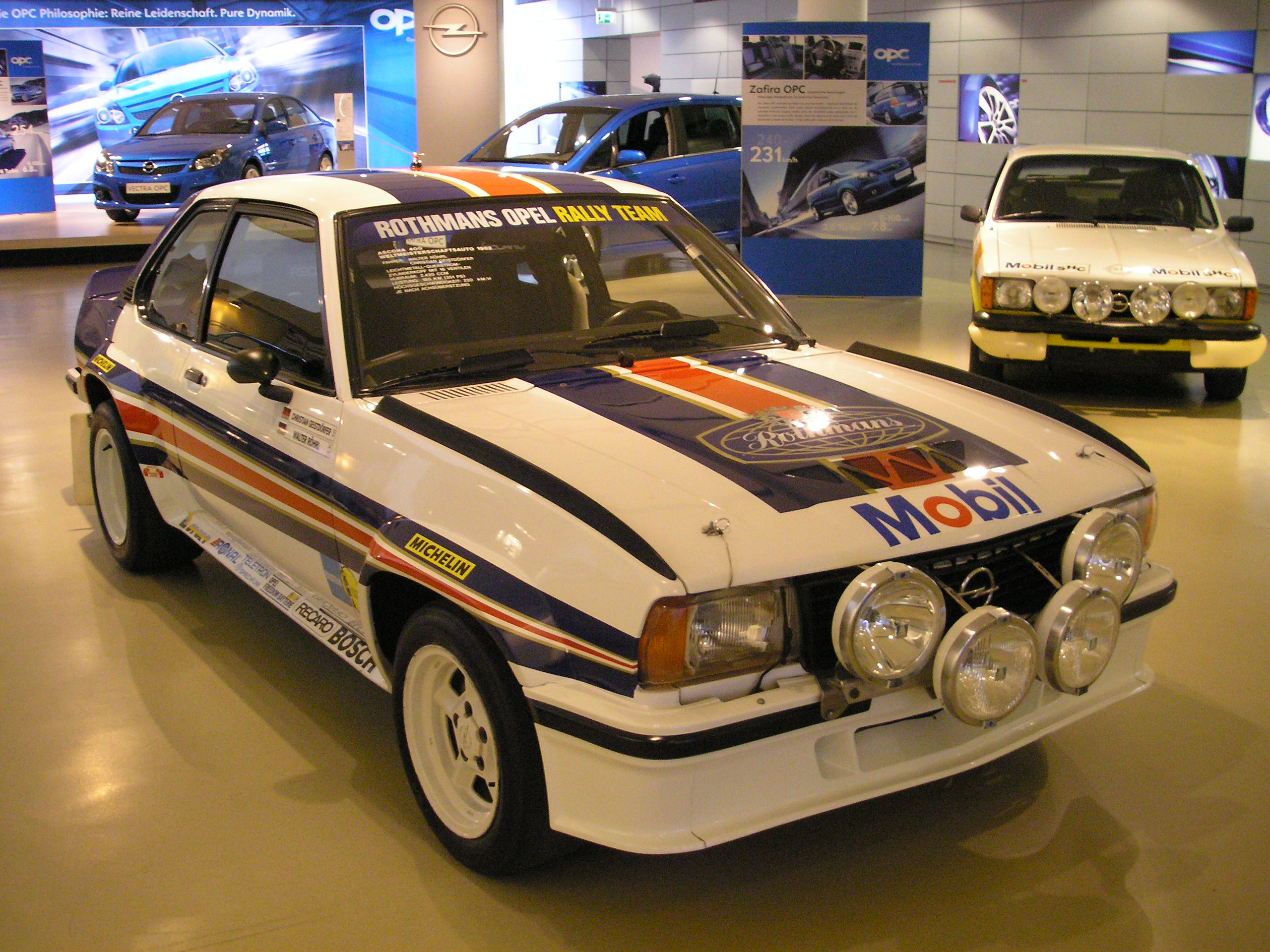
L'Opel Ascona 400 de Walter Röhrl, victorieuse au Rallye Monte-Carlo.

Ayant succédé en 1973 au championnat international des marques (en vigueur de 1970 à 1972), le championnat du monde des rallyes se dispute sur un maximum de treize manches, comprenant les plus célèbres épreuves routières internationales, telles le Rallye Monte-Carlo, le Safari ou le RAC Rally. Depuis 1979, le championnat des constructeurs a été doublé d'un championnat pilotes, ce dernier remplaçant l'éphémère Coupe des conducteurs, organisée à seulement deux reprises en 1977 et 1978. Le calendrier 1982 intégrait initialement treize manches pour l'attribution du titre de champion du monde des pilotes dont onze sélectives pour le championnat des marques (le Rallye de Suède et le Rallye de Côte d'Ivoire en étant exclus), mais l'annulation récente du Rallye d'Argentine à cause de la guerre des Malouines a amputé le calendrier d'une épreuve.
1982 marque l'introduction de la nouvelle réglementation en matière d’homologation des voitures de rallye, avec les catégories suivantes :
- Groupe N : voitures de grande production de série, ayant au minimum quatre places, fabriquées à au moins 5000 exemplaires en douze mois consécutifs ; modifications très limitées par rapport au modèle de série (bougies, amortisseurs).
- Groupe A : voitures de tourisme de grande production, fabriquées à au moins 5000 exemplaires en douze mois consécutifs, avec possibilité de modifications des pièces d'origine ; poids minimum fonction de la cylindrée.
- Groupe B : voitures de grand tourisme, fabriquées à au moins 200 exemplaires en douze mois consécutifs, avec possibilité de modifications des pièces d'origine (extension d'homologation portant sur 10% de la production). Les élargisseurs d'aile rapportés sont interdits[4].

L'arrêt des traditionnels groupes 1 à 4 aurait dû être effectif cette saison, mais le retard pris par les constructeurs dans le développement de leurs nouveaux modèles a forcé la FISA à prolonger d'un an l'homologation des voitures des groupes 2 (tourisme spécial) et 4 (grand tourisme spécial), avec lesquelles se joueront les deux titres mondiaux (constructeurs et pilotes). À mi-saison, le championnat est très disputé entre Opel et Audi, le premier s'appuyant sur l'homogénéité et la fiabilité de sa classique Ascona 400, le second n'ayant pu exploiter totalement l'avantage procuré par la transmission intégrale de son Audi Quattro en raison de nombreux abandons. Victorieux au Rallye Monte-Carlo pour le compte d'Opel, Walter Röhrl, grâce aux nombreuses places d'honneur acquises par la suite, possède vingt points d'avance sur Michèle Mouton, qui a imposé la Quattro au Rallye du Portugal et à l'Acropole .

### L'épreuve
Organisé depuis 1969, le rallye de Nouvelle-Zélande a pour théâtre l'Ile du Nord, qui concentre la majorité de la population ; l'épreuve s'était toutefois déroulée à deux reprises sur l'Ile du Sud, en 1970 et 1980. Longtemps interdites, les reconnaissances y sont désormais autorisées. Bien que la majorité du parcours empreinte des pistes, certaines épreuves spéciales sont mixtes (alternant asphalte et terre) et d'autres exclusivement sur asphalte. Le Finlandais Hannu Mikkola s'y est imposé à deux reprises (1973 et 1979), tout comme le Britannique Andrew Cowan (1972 et 1976). Exclue du calendrier du championnat du monde en 1981, l'épreuve a cette année retrouvé son rang mondial.

## Le parcours
- départ : 26 juin 1982 d'Auckland
- arrivée : 29 juin 1982 à Wellington

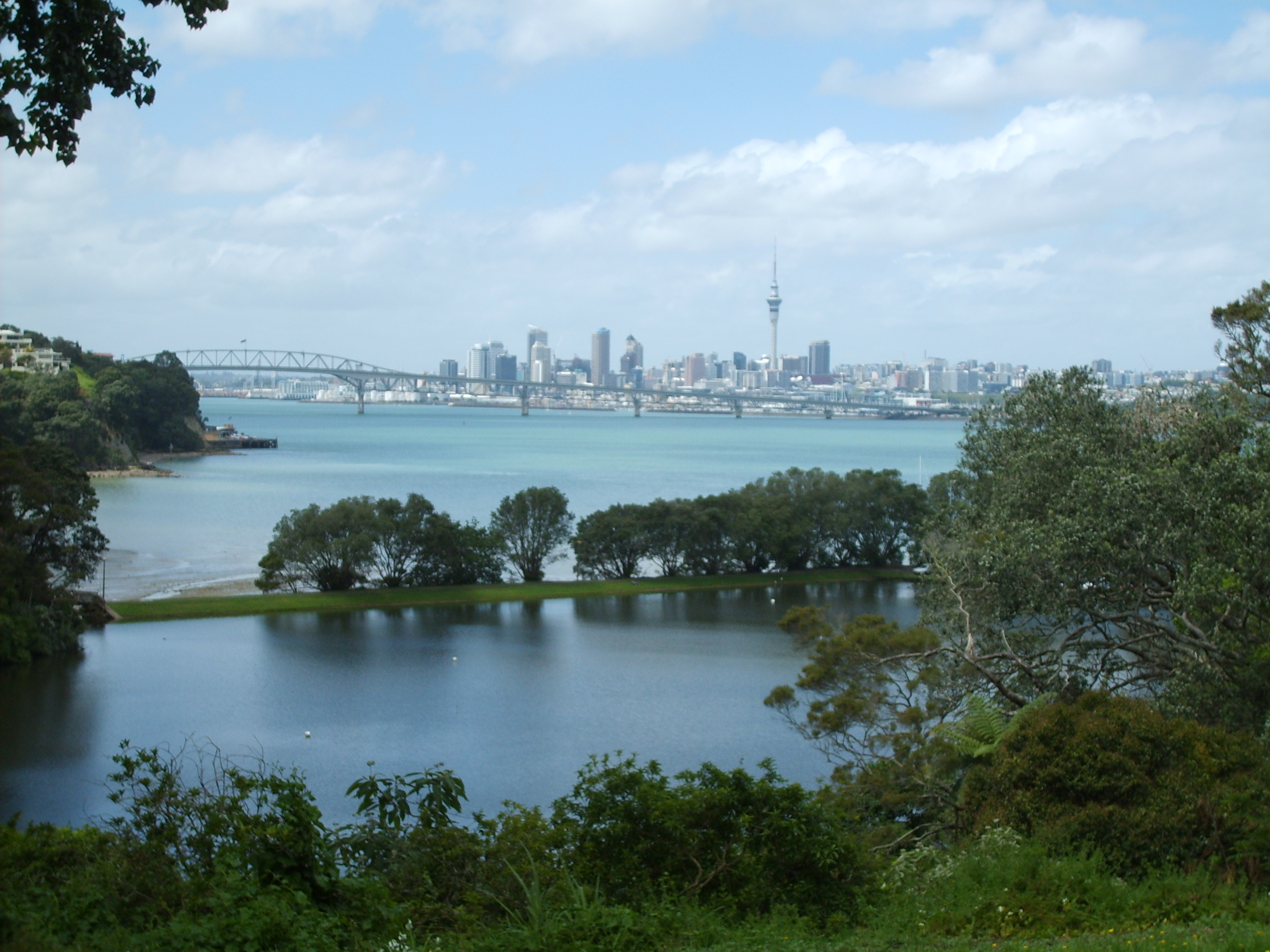
Le départ du rallye sera donné d'Auckland.

- distance : 2212 km, dont 1014,3 km sur 38 épreuves spéciales
- surface : terre et asphalte
- Parcours divisé en trois étapes[5]

### Première étape
- Auckland - Taupo, le 26 juin
- 9 épreuves spéciales, pour un total de 227,3 km chronométrés

### Deuxième étape
- Taupo - Taupo, le 27 juin
- 13 épreuves spéciales, pour un total de 444,6 km chronométrés

### Troisième étape
- Taupo - Auckland, le du 28 au 29 juin
- 16 épreuves spéciales, pour un total de 342,4 km chronométrés

## Les forces en présence
- Audi

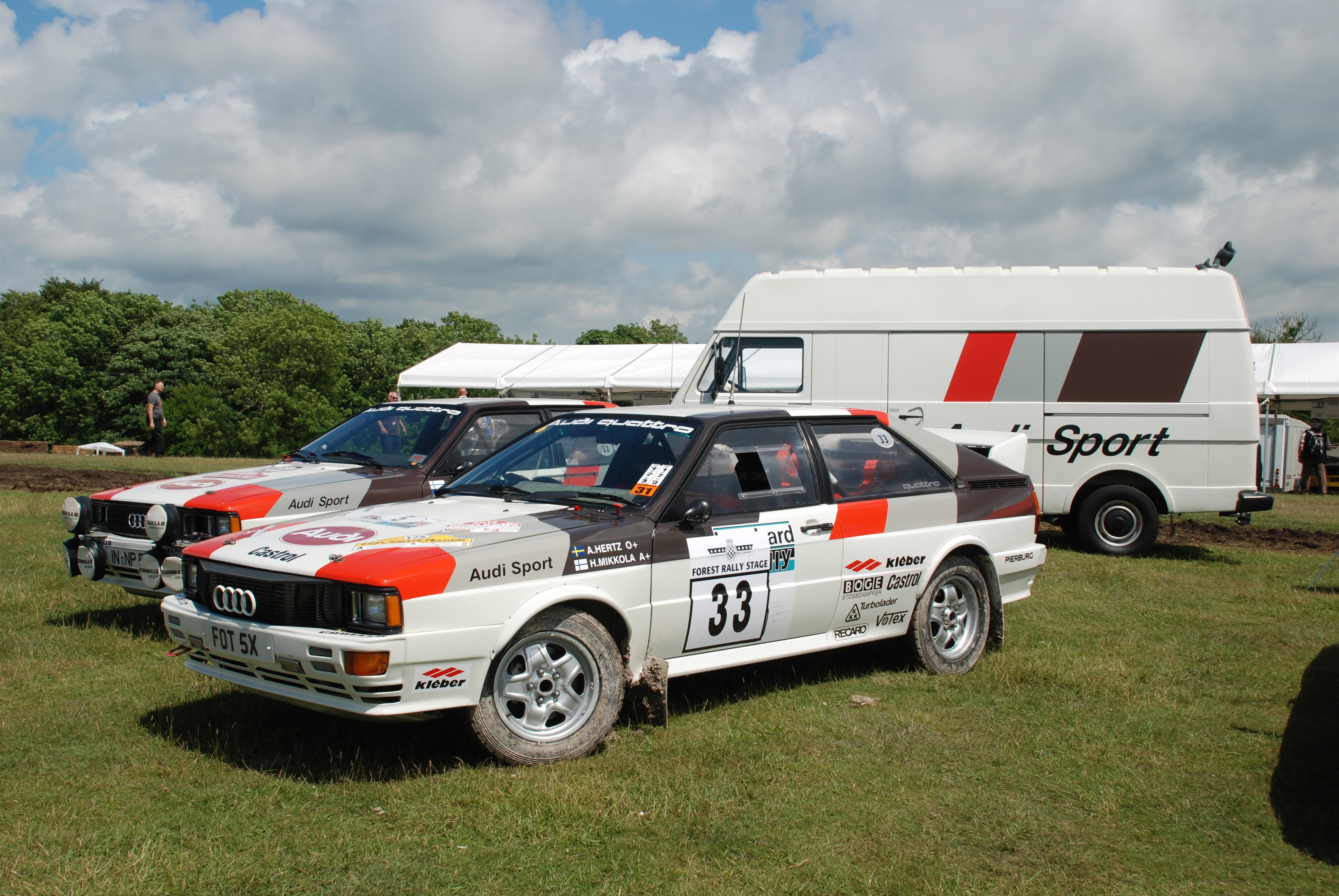
L'Audi Quattro groupe 4, à traction intégrale.

Le constructeur d'Ingolstadt n'avait initialement pas prévu d'effectuer le déplacement en Nouvelle-Zélande. Finalement, deux Quattro groupe 4 ont été préparés pour Hannu Mikkola et Michèle Mouton. Ces coupés à transmission intégrale sont équipés d'un moteur cinq cylindres à injection directe, suralimenté par turbocompresseur, développant plus de 330 chevaux. Ils pèsent 1180 kg et sont chaussés de pneus Kléber.
- Opel

La filiale allemande de General Motors n'avait pas non plus inscrit cette épreuve à son programme mais, afin de défendre les chances de Walter Röhrl au championnat, une Ascona 400 groupe 4 aux couleurs Rothmans a été confiée à Walter Röhrl pour défendre ses chances de au championnat. De conception classique, cette voiture pèse un peu plus d'une tonne ; son moteur quatre cylindres de 2420 cm3, développé chez Cosworth, est alimenté par deux carburateurs double-corps et délivre 255 chevaux. Röhrl utilise des pneus Michelin.
- Nissan

Le constructeur japonais engage deux coupés Violet GTS groupe 4 (moteur deux litres seize soupapes 240 chevaux) pour Timo Salonen et Tony Pond et une berline Violet GT groupe 4 (même moteur, mais puissance réduite à 225 chevaux) pour Shekhar Mehta. Bénéficiant du soutien de l'usine, le pilote local Reg Cook est au volant d'une Nissan Bluebird Turbo groupe 2. Ces quatre voitures utilisent des pneus Dunlop.
- Toyota

Toyota Europe engage deux nouveaux coupés Celica groupe 4 pour Björn Waldegård et Per Eklund. Par rapport à la version précédente, ces modèles de troisième génération s'avèrent plus légers (150 kg ont été gagnés, les nouveaux modèles pesant un peu plus d'une tonne en configuration «terre»). Leur moteur quatre cylindres seize soupapes de deux litres de cylindrée, alimenté par deux carburateurs Weber double-corps, développe plus de 230 chevaux. Les Toyota utilisent des pneus Pirelli.
- Ford

De nombreux pilotes privés s'alignent sur des Ford Escort RS1800 groupe 4, dont le Calédonien Jean-Louis Leyraud qui a racheté le modèle avec lequel Mikkola avait remporté l'épreuve en 1979. Ces modèles pèsent environ une tonne et disposent d'une puissance de plus de 260 chevaux. Dernier vainqueur en date, le Néo-Zélandais Jim Donald dispose d'un modèle identique tout comme ses compatriotes Malcolm Stewart et Tony Teesdale.
- Mazda

Familier de l'épreuve, Rod Millen dispose d'un coupé Mazda RX-7 groupe 2, à moteur rotatif.

## Déroulement de la course

### Première étape
Les 66 équipages s'élancent d'Auckland le samedi, en direction de Taupo. Les deux premiers secteurs chronométrés, très courts, ne créent pas d'écart significatif et avant d'aborder l'épreuve de Port Waikato, longue de quarante-cinq kilomètres, une seule seconde sépare les deux Audi de tête, Michèle Mouton devançant Hannu Mikkola. Troisième, Walter Röhrl (Opel) ne compte que trois secondes de retard. Mikkola passe alors à l'attaque, prend la tête et porte bientôt son avance sur sa coéquipière à près de quarante secondes. Un problème d'injection lui fait cependant perdre une dizaine de secondes dans le secteur de Tokoroa, puis six minutes dans le suivant, le faisant rétrograder en septième position au classement. Mouton compte alors une trentaine de secondes d'avance sur la Toyota de Björn Waldegård, qui a débordé Röhrl. Dans la dernière épreuve chronométrée de la journée, Waldegård rattrape une bonne partie de son retard, ralliant Taupo à seulement quatre secondes de l'Audi de tête. Toujours troisième Röhrl est à plus d'une minute ; il devance la Nissan de Timo Salonen et la Toyota de Per Eklund, séparées de trois secondes. Mikkola a retrouvé une voiture performante, mais, septième derrière la Nissan de Tony Pond, il compte près de cinq minutes de retard sur les premiers. Neuvième malgré une touchette à mi-parcours, Rod Millen domine le groupe 2 sur sa Mazda. Il reste cinq-six voitures en course.

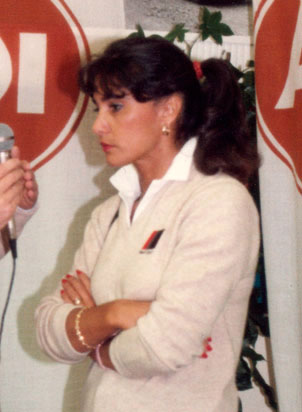
Au terme de la première étape, Michèle Mouton est en tête de la course.

| Pos. | Pilote          | Copilote              | Voiture               | Groupe | Temps           | Écart        |
| ---- | --------------- | --------------------- | --------------------- | ------ | --------------- | ------------ |
| 1    | Michèle Mouton  | Fabrizia Pons         | Audi Quattro          | 4      | 2 h 05 min 13 s |              |
| 2    | Björn Waldegård | Hans Thorszelius      | Toyota Celica 2000 GT | 4      | 2 h 05 min 17 s | + 4 s        |
| 3    | Walter Röhrl    | Christian Geistdörfer | Opel Ascona 400       | 4      | 2 h 06 min 20 s | + 1 min 07 s |
| 4    | Timo Salonen    | Seppo Harjanne        | Nissan Violet GTS     | 4      | 2 h 07 min 01 s | + 1 min 48 s |
| 5    | Per Eklund      | Ragnar Spjuth         | Toyota Celica 2000 GT | 4      | 2 h 07 min 04 s | + 1 min 51 s |
| 6    | Tony Pond       | Arthur Rob            | Nissan Violet GTS     | 4      | 2 h 08 min 55 s | + 3 min 42 s |
| 7    | Hannu Mikkola   | Arne Hertz            | Audi Quattro          | 4      | 2 h 10 min 08 s | + 4 min 55 s |
| 8    | Shekhar Mehta   | Yvonne Mehta          | Nissan Violet GT      | 4      | 2 h 10 min 16 s | + 5 min 03 s |
| 9    | Rod Millen      | John Bellefleur       | Mazda RX-7            | 2      | 2 h 12 min 51 s | + 7 min 38 s |
| 10   | Jim Donald      | Kevin Lancaster       | Ford Escort RS1800    | 4      | 2 h 13 min 01 s | + 7 min 48 s |

### Deuxième étape

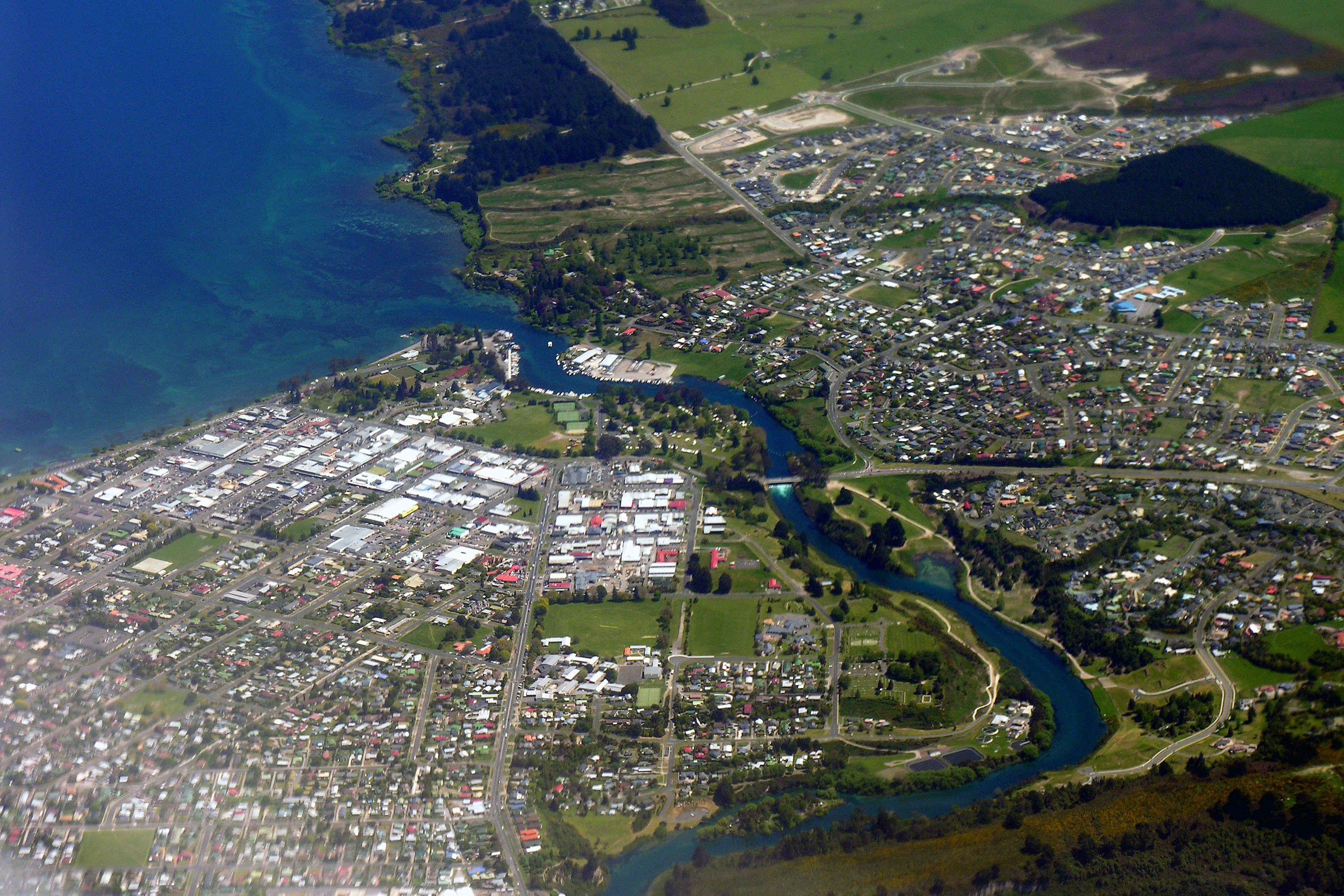
Taupo, ville départ et arrivée de la deuxième étape.

Les concurrents repartent le dimanche matin pour une boucle au sud de Taupo. Peu après le départ, dans le premier secteur chronométré du jour, Michèle Mouton perd un disque de frein et perd un peu de temps. Pour sept secondes, elle cède la première place à Waldegård. Dans cette épreuve, Mikkola a repris une minute à ses principaux adversaires et remonte en sixième position. Mouton et Waldegård vont se relayer en tête de la course jusqu'au secteur de la rivière Turakina, où la Française doit renoncer, une canalisation d'huile de son Audi s'étant détachée. Les deux premiers n'étaient alors séparés que d'une seconde. Mikkola, qui attaque sans relâche depuis le matin, réalise une performance étonnante dans cette épreuve spéciale, regagnant plus de deux minutes sur Waldegård, qui par prudence avait choisi des pneus durs dans ce secteur. Il remonte à la deuxième place du classement, à seulement quarante-quatre secondes de la Toyota de tête, ayant débordé Salonen, Eklund et Röhrl ! Il continue ensuite à attaquer, réduisant son retard à quinze secondes. Mais alors qu'on s'attend à le voir prendre la tête après ses huit meilleurs temps consécutifs, l'écart se stabilise ; Waldegård a contre-attaqué et fait désormais jeu égal avec son adversaire. L'écart ne descendra pas sous les quinze secondes, et dans la dernière épreuve de la journée le Suédois parvient même à reprendre une vingtaine de secondes, ralliant Taupo avec trente-quatre secondes d'avance sur l'Audi. Sur la deuxième Toyota, Eklund a également effectué une belle fin de parcours, prenant le meilleur sur Röhrl pour le gain de la troisième place. Alors qu'il occupait la septième place derrière son coéquipier Salonen et la Mazda de Millen, Shekhar Mehta a dû renoncer à quelques encablures de l'arrivée, moteur explosé. Quinze équipages ont abandonné au cours de cette deuxième étape.
| Pos. | Pilote             | Copilote              | Voiture               | Groupe | Temps           | Écart         |
| ---- | ------------------ | --------------------- | --------------------- | ------ | --------------- | ------------- |
| 1    | Björn Waldegård    | Hans Thorszelius      | Toyota Celica 2000 GT | 4      | 6 h 38 min 24 s |               |
| 2    | Hannu Mikkola      | Arne Hertz            | Audi Quattro          | 4      | 6 h 38 min 58 s | + 34 s        |
| 3    | Per Eklund         | Ragnar Spjuth         | Toyota Celica 2000 GT | 4      | 6 h 42 min 35 s | + 4 min 11 s  |
| 4    | Walter Röhrl       | Christian Geistdörfer | Opel Ascona 400       | 4      | 6 h 43 min 42 s | + 5 min 18 s  |
| 5    | Timo Salonen       | Seppo Harjanne        | Nissan Violet GTS     | 4      | 6 h 49 min 31 s | + 11 min 07 s |
| 6    | Rod Millen         | John Bellefleur       | Mazda RX-7            | 2      | 6 h 56 min 45 s | + 18 min 21 s |
| 7    | Jean-Louis Leyraud | Eric Johnston         | Ford Escort RS1800    | 4      | 7 h 23 min 46 s | + 45 min 22 s |
| 8    | Tony Teesdale      | Gary Smith            | Ford Escort RS1800    | 4      | 7 h 30 min 00 s | + 51 min 36 s |
| 9    | David Parkes       | Stuart Green          | Ford Escort RS1600    | 2      | 7 h 34 min 59 s | + 56 min 35 s |
| 10   | Paul Adams         | Jim Scott             | Toyota Starlet        | 2      | 7 h 37 min 25 s | + 59 min 01 s |

### Troisième étape
La troisième étape, qui amène les concurrents à la capitale, au sud de l'île, est la plus longue. Le duel espéré entre Waldegård et Mikkola va vite tourner court. Reparti le couteau entre les dents, le pilote finlandais a repris quatre secondes à la Toyota dès la première épreuve spéciale, le lundi matin. Mais dès la suivante, la dernière Audi en course rencontre de sérieux problèmes d'allumage. Mikkola la termine au ralenti, perdant six minutes ; la réparation lui en coûte quatre supplémentaires et il rétrograde à la quatrième place, ayant perdu toute chance de victoire. Il n'ira d'ailleurs guère plus loin, la direction de la Quattro se rompant peu après, dans le secteur de Tokoroa. Dès lors, la course est jouée. Comptant une bonne marge d'avance sur Röhrl, les deux Toyota de Waldegård et Eklund n'ont plus qu'à assurer leurs positions. Elles vont rallier Wellington dans cet ordre, Waldegård l'emportant avec plus de trois minutes d'avance sur son compatriote. Troisième devant Salonen, Röhrl effectue une excellente opération au classement du championnat du monde, portant son avance sur Michèle Mouton à trente-deux points. Dominateur en groupe 2, Millen termine cinquième devant la Ford Escort de Tony Teesdale, qui a profité d'une fuite d'huile ayant retardé le Français Jean-Louis Leyraud (également sur Escort) pour le déposséder de sa sixième place.

### Classements intermédiaires
Classements intermédiaires des pilotes après chaque épreuve spéciale

### Classement général

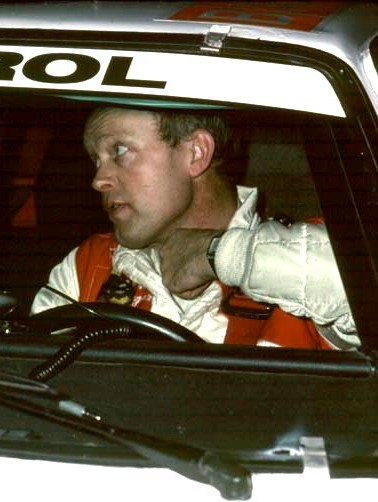
Onzième victoire en championnat du monde pour Björn Waldegård.

| Pos | No | Pilote             | Copilote              | Voiture               | Temps            | Écart             | Groupe |
| --- | -- | ------------------ | --------------------- | --------------------- | ---------------- | ----------------- | ------ |
| 1   | 4  | Björn Waldegård    | Hans Thorszelius      | Toyota Celica 2000 GT | 10 h 28 min 08 s |                   | 4      |
| 2   | 7  | Per Eklund         | Ragnar Spjuth         | Toyota Celica 2000 GT | 10 h 31 min 21 s | + 3 min 13 s      | 4      |
| 3   | 2  | Walter Röhrl       | Christian Geistdörfer | Opel Ascona 400       | 10 h 33 min 37 s | + 5 min 29 s      | 4      |
| 4   | 1  | Timo Salonen       | Seppo Harjanne        | Nissan Violet GTS     | 10 h 41 min 25 s | + 13 min 17 s     | 4      |
| 5   | 12 | Rod Millen         | John Bellefleur       | Mazda RX-7            | 10 h 54 min 54 s | + 26 min 46 s     | 2      |
| 6   | 14 | Tony Teesdale      | Gary Smith            | Ford Escort RS1800    | 11 h 30 min 17 s | + 1 h 02 min 09 s | 4      |
| 7   | 16 | Jean-Louis Leyraud | Eric Johnston         | Ford Escort RS1800    | 11 h 37 min 22 s | + 1 h 09 min 14 s | 4      |
| 8   | 24 | Malcolm Stewart    | Doug Parkhill         | Ford Escort RS1800    | 11 h 51 min 26 s | + 1 h 23 min 18 s | 2      |
| 9   | 18 | Paul Adams         | Jim Scott             | Toyota Starlet        | 11 h 55 min 06 s | + 1 h 26 min 58 s | 2      |
| 10  | 27 | Reg Cook           | Wayne Jones           | Nissan Bluebird Turbo | 11 h 55 min 54 s | + 1 h 27 min 46 s | 2      |

### Équipages de tête
- ES1 :  Walter Röhrl -  Christian Geistdörfer (Opel Ascona 400) &  Michèle Mouton -  Fabrizia Pons (Audi Quattro)
- ES2 :  Michèle Mouton -  Fabrizia Pons (Audi Quattro)
- ES3 à ES7 :  Hannu Mikkola -  Arne Hertz (Audi Quattro)
- ES8 à ES9 :  Michèle Mouton -  Fabrizia Pons (Audi Quattro)
- ES10 à ES11 :  Björn Waldegård -  Hans Thorszelius (Toyota Celica 2000 GT)
- ES12 à ES13 :  Michèle Mouton -  Fabrizia Pons (Audi Quattro)
- ES14 à ES38 :  Björn Waldegård -  Hans Thorszelius (Toyota Celica 2000 GT)

### Vainqueurs d'épreuves spéciales
- Hannu Mikkola -  Arne Hertz (Audi Quattro) : 16 spéciales (ES 2 à 5, 9 à 17, 19, 21, 23)
- Walter Röhrl -  Christian Geistdörfer (Opel Ascona 400) : 7 spéciales (ES 1, 18, 27, 30, 33 à 35)
- Björn Waldegård -  Hans Thorszelius (Toyota Celica 2000 GT) : 6 spéciales (ES 6, 8, 20, 22, 24, 29)
- Per Eklund -  Ragnar Spjuth (Toyota Celica 2000 GT) : 6 spéciales (ES 25, 26, 28, 31, 36, 37)
- Michèle Mouton -  Fabrizia Pons (Audi Quattro) : 3 spéciales (ES 1, 2, 7)
- Timo Salonen -  Seppo Harjanne (Nissan Violet GTS) : 2 spéciales (ES 32, 38)

## Résultats des principaux engagés
| No | Pilote             | Copilote              | Voiture               | Groupe | Classement général                          | Class. groupe |
| -- | ------------------ | --------------------- | --------------------- | ------ | ------------------------------------------- | ------------- |
| 1  | Timo Salonen       | Seppo Harjanne        | Nissan Violet GTS     | 4      | 4e à 13 min 17 s                            | 4e            |
| 2  | Walter Röhrl       | Christian Geistdörfer | Opel Ascona 400       | 4      | 3e à 5 min 29 s                             | 3e            |
| 3  | Hannu Mikkola      | Arne Hertz            | Audi Quattro          | 4      | ab. dans la 25e spéciale (direction)        | -             |
| 4  | Björn Waldegård    | Hans Thorszelius      | Toyota Celica 2000 GT | 4      | 1er                                         | 1er           |
| 6  | Shekhar Mehta      | Yvonne Mehta          | Nissan Violet GT      | 4      | ab. dans la 22e spéciale (moteur)           | -             |
| 7  | Per Eklund         | Ragnar Spjuth         | Toyota Celica 2000 GT | 4      | 2e à 3 min 13 s                             | 2e            |
| 9  | Michèle Mouton     | Fabrizia Pons         | Audi Quattro          | 4      | ab. dans la 15e spéciale (conduite d'huile) | -             |
| 10 | Tony Pond          | Arthur Rob            | Nissan Violet GTS     | 4      | ab. dans la 15e spéciale (sortie de route)  | -             |
| 11 | Jim Donald         | Kevin Lancaster       | Ford Escort RS1800    | 4      | ab. dans la 15e spéciale (différentiel)     | -             |
| 12 | Rod Millen         | John Bellefleur       | Mazda RX-7            | 2      | 5e à 26 min 46 s                            | 1er           |
| 14 | Tony Teesdale      | Gary Smith            | Ford Escort RS1800    | 4      | 6e à 1 h 02 min 09 s                        | 5e            |
| 16 | Jean-Louis Leyraud | Eric Johnston         | Ford Escort RS1800    | 4      | 7e à 1 h 09 min 14 s                        | 6e            |
| 18 | Paul Adams         | Jim Scott             | Toyota Starlet        | 2      | 9e à 1 h 26 min 58 s                        | 2e            |
| 24 | Malcolm Stewart    | Doug Parkhill         | Ford Escort RS1800    | 4      | 8e à 1 h 23 min 18 s                        | 7e            |
| 25 | David Parkes       | Stuart Green          | Ford Escort RS1600    | 2      | 15e à 2 h 18 min 38 s                       | 7e            |
| 27 | Reg Cook           | Wayne Jones           | Nissan Bluebird Turbo | 2      | 10e à 1 h 27 min 46 s                       | 3e            |

## Classements des championnats à l'issue de la course

### Constructeurs
- Attribution des points : 10, 9, 8, 7, 6, 5, 4, 3, 2, 1 respectivement aux dix premières marques de chaque épreuve, additionnés de 8, 7, 6, 5, 4, 3, 2, 1 respectivement aux huit premières de chaque groupe (seule la voiture la mieux classée de chaque constructeur marque des points). Les points de groupe ne sont attribués qu'aux concurrents ayant terminé dans les dix premiers au classement général.
- Seuls les sept meilleurs résultats (sur dix épreuves) sont retenus pour le décompte final des points.
- Sur onze épreuves qualificatives initialement prévues pour le championnat du monde 1982, dix seulement seront effectivement courues, le Rallye d'Argentine (programmé en juillet) ayant été annulé début juin à cause de la guerre des Malouines[2].

| Pos. | Marque          | Points | M-C  | POR  | SAF  | COR  | ACR  | NZ   | BRE | FIN | SAN | RAC |
| ---- | --------------- | ------ | ---- | ---- | ---- | ---- | ---- | ---- | --- | --- | --- | --- |
| 1    | Opel            | 88     | 10+8 | 4+8  | 9+7  | 7+5  | 9+7  | 8+6  |     |     |     |     |
| 2    | Audi            | 58     | 9+7  | 10+8 | -    | 4+2  | 10+8 | -    |     |     |     |     |
| 3    | Nissan          | 42     | -    | -    | 10+8 | -    | 7+5  | 7+5  |     |     |     |     |
| 4    | Toyota          | 34     | -    | 9+7  | -    | -    | -    | 10+8 |     |     |     |     |
| 5    | Renault         | 32     | 6+4  | -    | -    | 10+8 | 3+1  | -    |     |     |     |     |
| 6    | Ford            | 29     | -    | 7+5  | -    | -    | 1+7  | 5+4  |     |     |     |     |
| 7    | Porsche         | 28     | 8+6  | -    | -    | 8+6  | -    | -    |     |     |     |     |
| 8    | Ferrari         | 16     | -    | -    | -    | 9+7  | -    | -    |     |     |     |     |
| 9    | Citroën         | 14     | -    | 6+8  | -    | -    | -    | -    |     |     |     |     |
| 9=   | Mazda           | 14     | -    | -    | -    | -    | -    | 6+8  |     |     |     |     |
| 11   | British Leyland | 12     | -    | -    | 5+7  | -    | -    | -    |     |     |     |     |
| 12   | Subaru          | 10     | -    | -    | 4+6  | -    | -    | -    |     |     |     |     |
| 12=  | Lancia          | 10     | -    | -    | -    | 2+8  | -    | -    |     |     |     |     |
| 14   | Mitsubishi      | 8      | -    | -    | 3+5  | -    | -    | -    |     |     |     |     |
| 15   | Fiat            | 6      | -    | -    | -    | -    | 4+2  | -    |     |     |     |     |

### Pilotes
- Attribution des points : 20, 15, 12, 10, 8, 6, 4, 3, 2, 1 respectivement aux dix premiers de chaque épreuve.
- Seuls les sept meilleurs résultats (sur douze épreuves) sont retenus pour le décompte final des points.
- Sur treize épreuves qualificatives initialement prévues pour le championnat du monde 1982, douze seulement seront effectivement courues à cause de l'annulation du Rallye d'Argentine.

| Pos. | Pilote              | Marque        | Points | M-C | SUE | POR | SAF | COR | ACR | NZ  | BRE | FIN | SAN | CIV | RAC |
| ---- | ------------------- | ------------- | ------ | --- | --- | --- | --- | --- | --- | --- | --- | --- | --- | --- | --- |
| 1    | Walter Röhrl        | Opel          | 84     | 20  | 12  | -   | 15  | 10  | 15  | 12  |     |     |     |     |     |
| 2    | Michèle Mouton      | Audi          | 52     | -   | 8   | 20  | -   | 4   | 20  | -   |     |     |     |     |     |
| 3    | Per Eklund          | Saab, Toyota¹ | 40     | -   | 10  | 15¹ | -   | -   | -   | 15¹ |     |     |     |     |     |
| 4    | Shekhar Mehta       | Nissan        | 30     | -   | -   | -   | 20  | -   | 10  | -   |     |     |     |     |     |
| 5    | Stig Blomqvist      | Audi          | 20     | -   | 20  | -   | -   | -   | -   | -   |     |     |     |     |     |
| 5=   | Jean Ragnotti       | Renault       | 20     | -   | -   | -   | -   | 20  | -   | -   |     |     |     |     |     |
| 5=   | Björn Waldegård     | Toyota        | 20     | -   | -   | -   | -   | -   | -   | 20  |     |     |     |     |     |
| 8    | Guy Fréquelin       | Porsche       | 16     | 10  | -   | -   | -   | 6   | -   | -   |     |     |     |     |     |
| 8=   | Bruno Saby          | Renault       | 16     | 8   | -   | -   | -   | 8   | -   | -   |     |     |     |     |     |
| 10   | Hannu Mikkola       | Audi          | 15     | 15  | -   | -   | -   | -   | -   | -   |     |     |     |     |     |
| 10=  | Ari Vatanen         | Ford          | 15     | -   | 15  | -   | -   | -   | -   | -   |     |     |     |     |     |
| 10=  | Jean-Claude Andruet | Ferrari       | 15     | -   | -   | -   | -   | 15  | -   | -   |     |     |     |     |     |
| 13   | Jean-Luc Thérier    | Porsche       | 12     | 12  | -   | -   | -   | -   | -   | -   |     |     |     |     |     |
| 13=  | Franz Wittmann      | Audi          | 12     | -   | -   | 12  | -   | -   | -   | -   |     |     |     |     |     |
| 13=  | Mike Kirkland       | Nissan        | 12     | -   | -   | -   | 12  | -   | -   | -   |     |     |     |     |     |
| 13=  | Bernard Béguin      | Porsche       | 12     | -   | -   | -   | -   | 12  | -   | -   |     |     |     |     |     |
| 13=  | Henri Toivonen      | Opel          | 12     | -   | -   | -   | -   | -   | 12  | -   |     |     |     |     |     |
| 18   | Carlos Torres       | Ford          | 10     | -   | -   | 10  | -   | -   | -   | -   |     |     |     |     |     |
| 18=  | Tony Pond           | Nissan        | 10     | -   | -   | -   | 10  | -   | -   | -   |     |     |     |     |     |
| 18=  | Timo Salonen        | Nissan        | 10     | -   | -   | -   | -   | -   | -   | 10  |     |     |     |     |     |